# Pomník potopeným lodím
Pomník potopeným lodím (rusky Памятник затопленным кораблям) je jeden ze symbolů krymského Sevastopolu, stojící na umělé skále v moři, poblíž Přímořského bulváru a náměstí Nachimova. Vzniknul podle projektu estonského akademika Amanduse Adamsona, architekta Valentina Avgustoviče Feldmana a vojenského inženýra Fridricha Oskara Enberga.
Pomník je od roku 1969 součástí městského znaku, roku 2015 byl zařazen k objektům kulturního dědictví federálního významu. V rámci celostátní ankety byl roku 2016 vybrán jako jeden z motivů nové ruské bankovky o nominální hodnotě 200 rublů.

## Historie
Pomník byl zbudován roku 1905 u příležitosti výročí 50 let od bitvy o Sevastopol. Během ní dal admirál Nachimov zatarasit vstup do Sevastopolského zálivu potopenými ruskými vojenskými plachetnicemi, čímž znemožnil nepřátelským plavidlům ostřelovat město z moře. 11. září 1854 tak bylo potopeno 7 starších lodí: fregaty Sizopol a Flora, lodě Uriil, Tri Svjatitelja, Silistrija, Selafail a Varna. Po bouřích na přelomu podzimu a zimy byla tato bariéra částečně narušena, proto došlo v listopadu a prosinci k potopení lodě Gavriil a korvety Pilad. V únoru 1855 byla potom vytvořena ještě druhá linie, tvořená šesti plavidly: loděmi Dvenadcať aspostolov, Rostislav, Svjatoslav a fregatami Kagul, Messembrija a Midija. 27. srpna 1855, když nepřítel obsadil jižní stranu Sevastopolského zálivu, byly potopeny i všechny ostatní lodě Černomořské flotily. Díky zatopeným lodím a dělostřelecké palbě z pevností se tak plavidla Angličanů a Francouzů do zálivu nikdy nedostala.
Ačkoliv po bolševické revoluci byly carské pomníky masově ničeny, zejména pokud zahrnovaly takové symboly jako je dvouhlavý orel, pomník potopeným lodím zůstal téměř nedotčen. Z koruny nad orlem pouze zmizel kříž, který byl zpět na místo usazen v roce 2003. Tento monument z carských dob se dokonce roku 1969 objevil na městském znaku.

## Popis
Pomník vystupuje přímo z moře, 23 metrů od Přímořského bulváru. Stojí na 9 metrů vysoké umělé žulové skále. Korintský sloup s dvouhlavým carským orlem stojí na osmihranném podstavci. Bronzová socha orla s imperátorskou korunou je obrácena směrem k moři. Orel má roztažená křídla a v zobáku drží věnec s kotvou, na hrudi nese štít s reliéfem zobrazujícím svatého Jiří. Směrem k nábřeží je na podstavci umístěn basreliéf, zobrazující potopené lodě. Pod ním je vyryt nápis:
„Въ память кораблей, затопленныхъ въ 1854 и 1855 г.г. для загражденiя входа на рейдъ.“
„Na paměť lodí, potopených v letech 1854 a 1855 na zahrazení přístupu útočníkům.“
Původně také ještě z vody za pomníkem vystupoval bronzový stěžeň, připomínající potopenou loď.
Celková výška pomníku je 16,7 m, sloup měří 7,1 m, rozpětí křídel orla je 2,67 m.

## Galerie

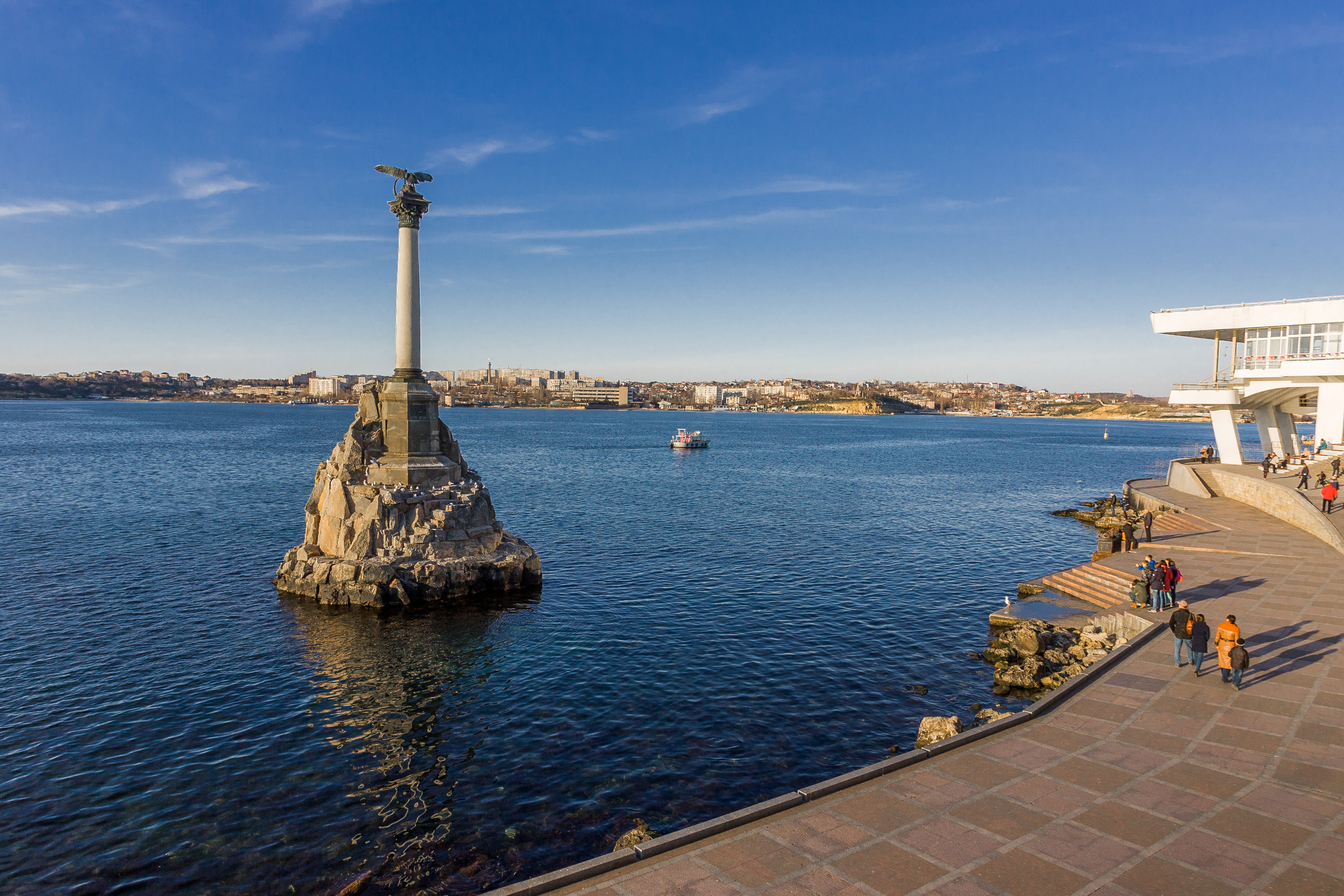
Pomník a Přímořský bulvár
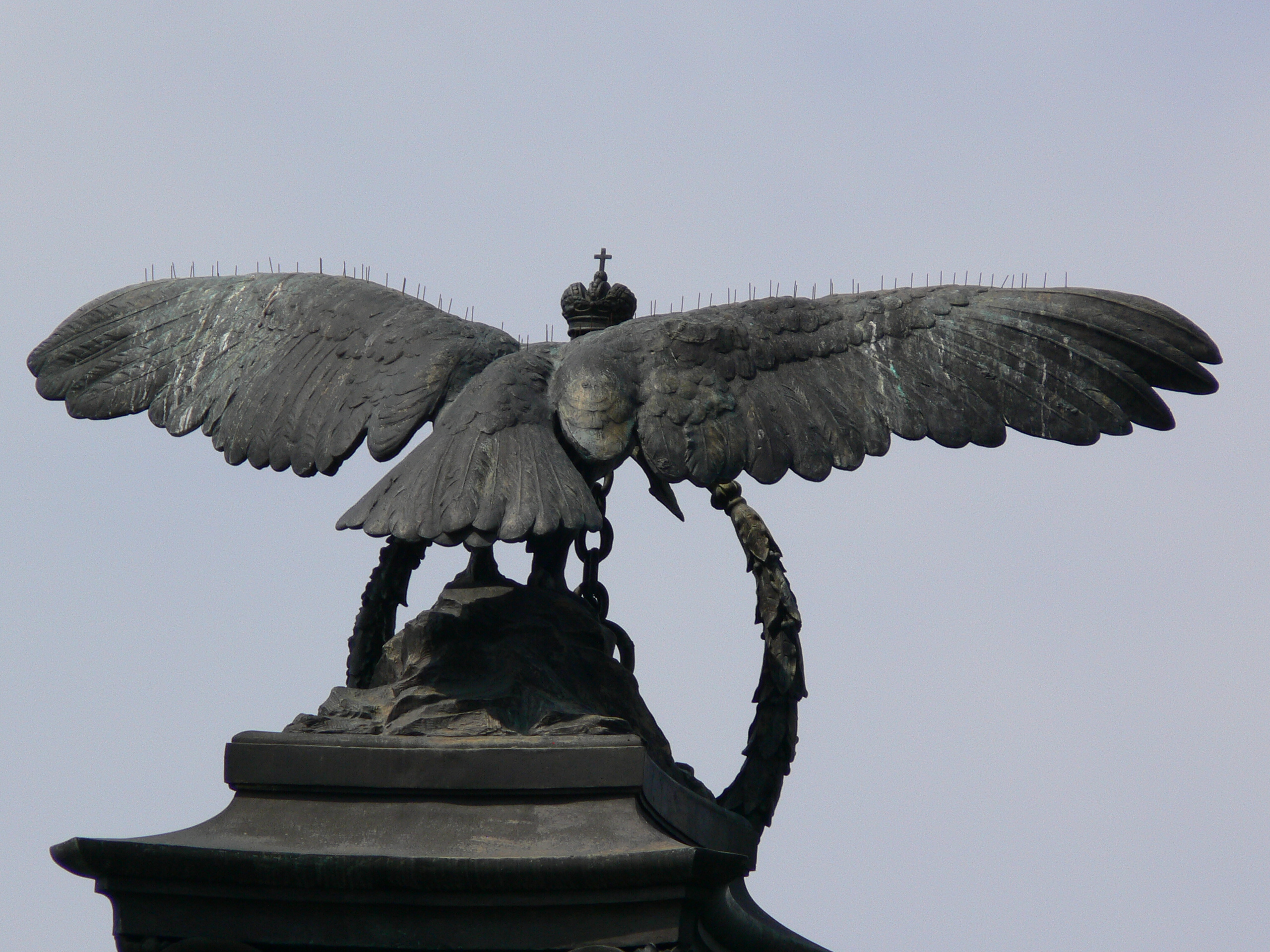
Orel na vrcholu
Pomník na znaku Sevastopolu
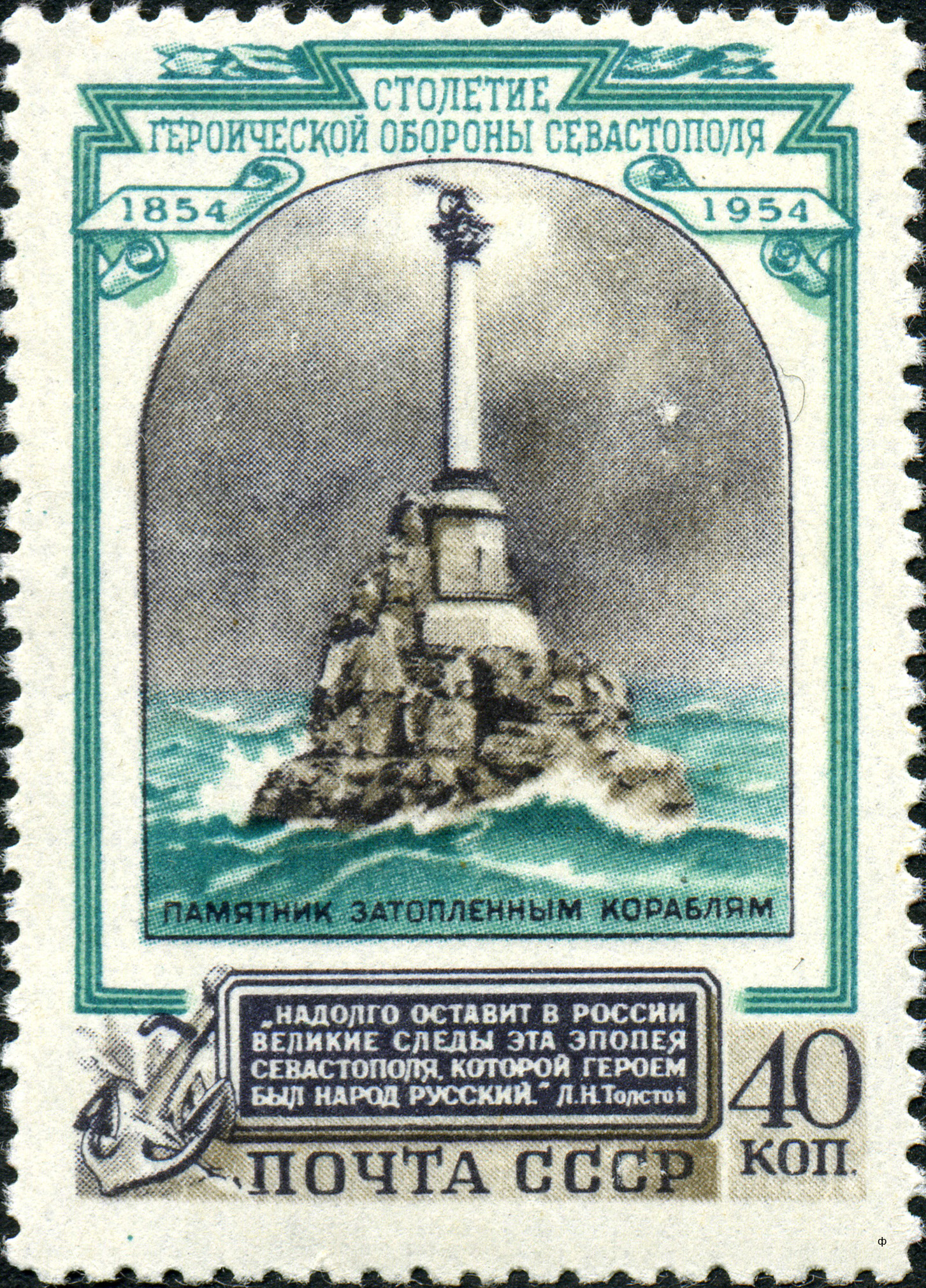
Sovětská známka z roku 1954
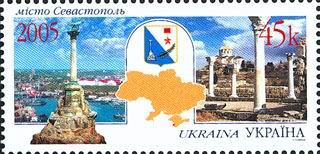
Ukrajinská známka z roku 2005
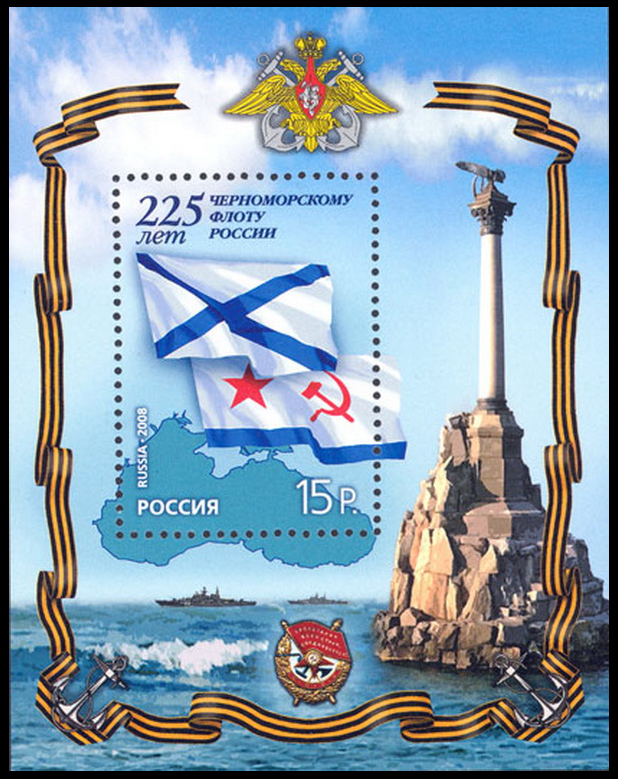
Ruská známka z roku 2008
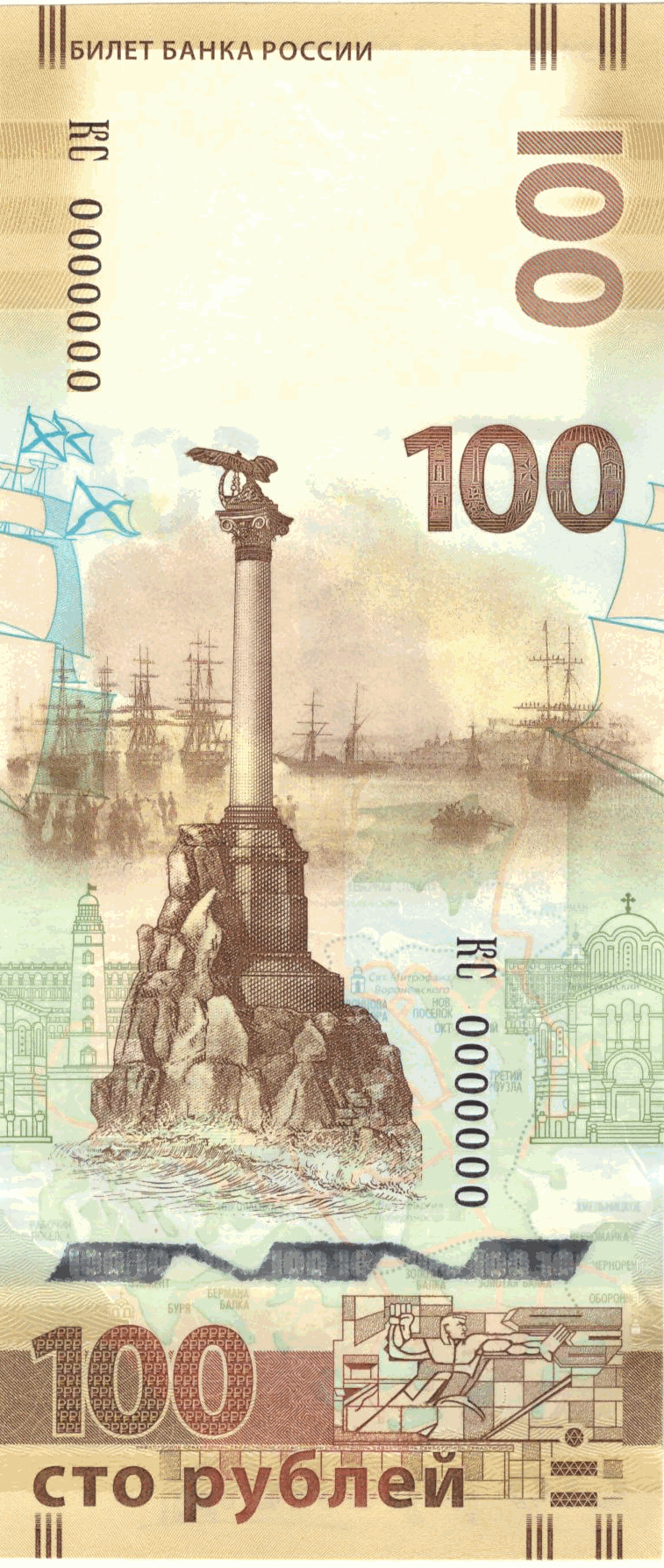
Mimořádná série storublových bankovek z roku 2015